# Gira mi salida contigo
Gira mi salida contigo è il settimo tour mondiale delle gruppo musicale statunitense Ha*Ash, a supporto del suo sesto album in studio Haashtag (2022).

## Scaletta
Le seguenti canzoni sono state interpretate da Ha*Ash al concerto di Monterrey, Messico e, pur con qualche variazione, possono rappresentare la scaletta di tutta la tournée.
1. "Lo que un hombre debería saber"
2. "Ojalá"
3. "Dos copas de más"
4. "Demasiado para ti"
5. "Supongo que lo sabes"
6. "Eso no va a suceder"
7. "Camina conmigo"
8. "¿Qué me faltó?"
9. "Si pruebas una vez"
10. "Destino o casualidad"
11. "Sé que te vas"
12. "Ex de verdad"
13. "Impermeable"
14. "Estés en donde estés"
15. "Tenían razón"
16. "Mi salida contigo"
17. "No pasa nada"
18. "Te dejo en libertad"
19. "Mejor que te acostumbres"
20. "100 años"
21. "No te quiero nada"
22. "Perdón, perdón"
23. "30 de febrero"
24. "¿Qué hago yo?"
25. "Lo aprendí de ti"
26. "Odio amarte"

## Date
| Data                 | Città               | Nazione               | Luogo                             |
| -------------------- | ------------------- | --------------------- | --------------------------------- |
| Nord America         |                     |                       |                                   |
| 2 settembre de 2022  | Puebla              | Messico               | Auditorio GNP                     |
| 8 settembre de 2022  | Guadalajara         | Messico               | Auditorio Telmex                  |
| 9 settembre de 2022  | Guadalajara         | Messico               | Auditorio Telmex                  |
| 22 settembre de 2022 | Querétaro           | Messico               | Plaza Santa María                 |
| 23 settembre de 2022 | Morelia             | Messico               | Plaza de Toros Morelia            |
| 24 settembre de 2022 | León                | Messico               | Velaria                           |
| 29 settembre de 2022 | Monterrey           | Messico               | Auditorio Citibanamex             |
| 30 settembre de 2022 | Monterrey           | Messico               | Auditorio Citibanamex             |
| 1 ottobre 2022       | Torreón             | Messico               | Coliseo Centenario de Torreón     |
| 7 ottobre 2022       | Mérida              | Messico               | Foro GNP                          |
| 8 ottobre 2022       | Veracruz            | Messico               | World Trade Center                |
| 14 ottobre 2022      | CD Júarez           | Messico               | Centro de Convenciones Anitias    |
| 15 ottobre 2022      | Chihuahua           | Messico               | Plaza de Todos                    |
| 21 ottobre 2022      | Città del Messico   | Messico               | Auditorio Nacional                |
| 22 ottobre 2022      | Città del Messico   | Messico               | Auditorio Nacional                |
| 28 ottobre 2022      | Mexicali            | Messico               | Centro Estatal de las Artes       |
| 29 ottobre 2022      | Tijuana             | Messico               | El Trompo                         |
| 4 novembre 2022      | San Luis Potosí     | Messico               | El Domo                           |
| 5 novembre 2022      | Aguascalientes      | Messico               | Plaza de Toros                    |
| 11 novembre 2022     | Cancún              | Messico               | Plaza de Toros                    |
| 17 novembre 2022     | Città del Messico   | Messico               | Auditorio Nacional                |
| 18 novembre 2022     | Città del Messico   | Messico               | Auditorio Nacional                |
| 1 dicembre 2022      | Sinaloa             | Messico               | CUM Los Mochis                    |
| 2 dicembre 2022      | Mazatlán            | Messico               | Mazatlán International Center     |
| 8 dicembre 2022      | Hermosillo          | Messico               | Expoforum                         |
| 10 dicembre 2022     | Culiacán            | Messico               | Estacionamiento Estadio Tomateros |
| America centrale     |                     |                       |                                   |
| 1 febbraio 2023      | Panama              | Panama                | Centro de Convenciones Figali     |
| 3 febbraio 2023      | San José            | Costa Rica            | Parque Viva                       |
| 9 febbraio 2023      | San Salvador        | El salvador           | Complejo Estadio Cuscatlan        |
| 10 febbraio 2023     | Tegucigalpa         | Honduras              | Ingenieros Coliseum               |
| 11 febbraio 2023     | Città del Guatemala | Guatemala             | Futeca Cardales de Cayalá         |
| Nord America         |                     |                       |                                   |
| 18 febbraio 2023     | Città del Messico   | Messico               | Auditorio Nacional                |
| Sud America          |                     |                       |                                   |
| 22 febbraio 2023     | Bogotà              | Colombia              | Movistar Arena                    |
| 24 febbraio 2023     | Quito               | Ecuador               | Coliseo Rumiñahui                 |
| 25 febbraio 2023     | Guayaquil           | Ecuador               | Coliseo Voltaire Paladines Polo   |
| 26 febbraio 2023     | Guayaquil           | Ecuador               | Coliseo Voltaire Paladines Polo   |
| 3 marzo 2023         | Santiago del Cile   | Cile                  | Movistar Arena                    |
| 4 marzo 2023         | Rancagua            | Cile                  | Gran Arena Monticello             |
| 5 marzo 2023         | Lima                | Perù                  | Arena Perú                        |
| 9 marzo 2023         | Montevideo          | Uruguay               | Antel Arena                       |
| 11 marzo 2023        | Buenos Aires        | Argentina             | Luna Park                         |
| 12 marzo 2023        | Buenos Aires        | Argentina             | Luna Park                         |
| 30 marzo 2023        | Caracas             | Venezuela             | Terraza del C.C.C.T.              |
| America centrale     |                     |                       |                                   |
| 1 aprile 2023        | Santo Domingo       | Repubblica Dominicana | Teatro La Fiesta                  |
| Nord America         |                     |                       |                                   |
| 2 aprile 2023        | San Juan            | Puerto Rico           | Coca Cola Music Hall              |
| 7 aprile 2023        | Miami               | Stati Uniti           | James L Knight Center             |
| 8 aprile 2023        | Orlando             | Stati Uniti           | House of Blues                    |
| 9 aprile 2023        | Atlanta             | Stati Uniti           | Coca-Cola Roxy                    |
| 12 aprile 2023       | New York            | Stati Uniti           | Beacon Theatre                    |
| 13 aprile 2023       | Washington          | Stati Uniti           | The Howard                        |
| 15 aprile 2023       | Rosemont            | Stati Uniti           | Rosemont Theatre                  |
| 20 aprile 2023       | Houston             | Stati Uniti           | Smart Financial Centre            |
| 21 aprile 2023       | Irving              | Stati Uniti           | The Pavilion Toyota Music         |
| 22 aprile 2023       | El Paso             | Stati Uniti           | Abraham Chavez Theatre            |
| 23 aprile 2023       | Phoenix             | Stati Uniti           | Arizona Financial Theatre         |
| 2 maggio 2023        | Aguascalientes      | Messico               | Foro de las Estrellas             |
| 11 maggio 2023       | Seattle             | Stati Uniti           | Moore Theatre                     |
| 14 maggio 2023       | Denver              | Stati Uniti           | Paramount Theatre                 |
| 18 maggio 2023       | Austin              | Stati Uniti           | Moody Amphitheater                |
| 19 maggio 2023       | Laredo              | Stati Uniti           | Sames Auto Arena                  |
| 20 maggio 2023       | Hidalgo             | Stati Uniti           | Payne Arena                       |
| 21 maggio 2023       | San Antonio         | Stati Uniti           | Majestic Theatre                  |
| 26 maggio 2023       | Inglewood           | Stati Uniti           | YouTube Theater                   |
| 27 maggio 2023       | San Francisco       | Stati Uniti           | The Masonic                       |
| 28 maggio 2023       | Stockton            | Stati Uniti           | Bob Hope Theatre                  |
| 2 giugno 2023        | Toluca              | Messico               | Teatro Morelos                    |
| 3 giugno 2023        | Querétaro           | Messico               | Auditorio Josefa Ortiz            |
| 9 giugno 2023        | Città del Messico   | Messico               | Auditorio Nacional                |
| 10 giugno 2023       | Città del Messico   | Messico               | Auditorio Nacional                |
| 22 giugno 2023       | Monterrey           | Messico               | Auditorio Citibanamex             |
| 23 giugno 2023       | Monterrey           | Messico               | Auditorio Citibanamex             |
| 29 giugno 2023       | Guadalajara         | Messico               | Auditorio Telmex                  |
| 30 giugno 2023       | Guadalajara         | Messico               | Auditorio Telmex                  |
| 7 luglio 2023        | San Buenaventura    | Messico               | Recinto Feria de San Buenaventura |
| 13 luglio 2023       | Playa del Carmen    | Messico               | Recinto Ferial                    |
| 14 luglio 2023       | Saltillo            | Messico               | Parque Las Maravillas             |
| 26 luglio 2023       | Durango             | Messico               | Velaría FENADU                    |
| 28 luglio 2023       | Tulancingo          | Messico               | Palenque Tulancingo               |
| 2 settembre 2023     | Mexicali            | Messico               | Plaza Calafia                     |
| 3 settembre 2023     | Tijuana             | Messico               | Audiorama de Las Estrellas        |
| 9 settembre 2023     | Xalapa              | Messico               | Nido del Halcón                   |
| 29 settembre 2023    | Tuxtla Gutiérrez    | Messico               | Foro Chiapas                      |
| 30 settembre 2023    | Villahermosa        | Messico               | Palenque de Gallos                |
| 6 ottobre 2023       | Morelia             | Messico               | Plaza de Toros Morelia            |
| 7 ottobre 2023       | San Luis Potosí     | Messico               | Plaza de Toros                    |
| 13 ottobre 2023      | Mérida              | Messico               | Foro GNP                          |
| 20 ottobre 2023      | Città del Messico   | Messico               | Auditorio Nacional                |
| 21 ottobre 2023      | Città del Messico   | Messico               | Auditorio Nacional                |
| 28 ottobre 2023      | Puebla              | Messico               | Auditorio CCU                     |
| 11 novembre 2023     | Pachuca             | Messico               | Auditorio Explanada               |
| 18 novembre 2023     | Cancún              | Messico               | Plaza de Toros                    |